# Agrodiaetus vanensis
Agrodiaetus vanensis är en fjärilsart som beskrevs av Forster 1960. Agrodiaetus vanensis ingår i släktet Agrodiaetus och familjen juvelvingar. Inga underarter finns listade i Catalogue of Life.